# DNA hachimoji

Struttura a doppia elica del DNA naturale. Il DNA hachimoji adotta una struttura analoga.

Il DNA hachimoji (dal giapponese 八 hachi "otto",文字 moji "lettera(e)") è un acido desossiribonucleico (DNA) sintetico basato su otto diverse basi azotate. In questo modo sono possibili quattro coppie di basi: due sono le coppie presenti naturalmente negli acidi nucleici, mentre le altre due coppie sono aggiunte sinteticamente e non sono presenti in natura. Le basi hachimoji sono state usate per costruire analoghi di DNA e RNA, usando rispettivamente deossiribosio e ribosio per la parte zuccherina. Un tale sistema di DNA a otto basi potrebbe accrescere la capacità di archiviare informazioni, e amplia la casistica delle strutture molecolari potenzialmente in grado di supportare la vita, anche su altri mondi.

## Struttura
Il DNA naturale è una molecola composta da due catene avvolte tra loro in modo da formare una doppia elica, e che trasporta le informazioni genetiche di tutti gli organismi viventi conosciuti e di molti virus sotto forma di geni. Il DNA e l'acido ribonucleico (RNA) sono acidi nucleici e, insieme a proteine, lipidi e carboidrati complessi (polisaccaridi), sono uno dei quattro tipi principali di macromolecole essenziali per tutte le forme di vita conosciute. I due filamenti di DNA sono chiamati polinucleotidi perché sono costituiti da unità monomeriche più semplici chiamate nucleotidi. Ciascun nucleotide è costituito da una delle quattro nucleobasi azotate (citosina [C], guanina [G], adenina [A] o timina [T]), uno zucchero chiamato deossiribosio e un gruppo fosfato. I nucleotidi sono legati in una catena da legami covalenti tra lo zucchero di un nucleotide e il fosfato del successivo, formando una struttura dorsale alternata zucchero-fosfato. Le basi azotate presenti nei due filamenti polinucleotidici separati si legano con legame a idrogeno tramite l'accoppiamento complementare delle basi (A con T e C con G) in modo da formare la doppia elica del DNA.
Il DNA hachimoji ha una struttura simile al DNA naturale, ma differisce per il numero e il tipo di nucleobasi; oltre alle quattro nucleobasi naturali A, T, C e G utilizza anche basi azotate che non si trovano in natura e sono più idrofobe di quelle naturali. Questo DNA sintetico forma comunque una doppia elica standard, indipendentemente dalla sequenza di basi utilizzate. Le nuove basi azotate utilizzate nel DNA hachimoji sono mostrate nella tabella successiva. Queste nuove basi si accoppiano con legame a idrogeno, P con Z e B con S (dS nel DNA e rS nel RNA). Il DNA hachimoji contiene quindi otto diverse basi che si legano tramite legame a idrogeno formando le quattro coppie complementari illustrate nella figura sottostante.

Accoppiamento delle basi nel DNA hachimoji (dR = deossiribosio).
Le quattro basi naturali sono accoppiate nella riga superiore; quelle aggiunte sinteticamente sono nella riga inferiore.
I legami a idrogeno sono tratteggiati in verde e gli atomi accettori sono in rosso.

| Base | Nome                         | Struttura                                      |
| ---- | ---------------------------- | ---------------------------------------------- |
| P    | 5-Aza-7-deazaguanina         | Strukturformel von 5-Aza-7-deazaguanin         |
| Z    | 6-Amino-5-nitropiridin-2-one | Strukturformel von 6-Amino-5-nitropyridin-2-on |
| B    | Isoguanina                   | Strukturformel von Isoguanin                   |
| rS   | Isocitosina                  | Strukturformel von Isocytosin                  |
| dS   | 1-Metilcitosina              | Strukturformel von 1-Methylcytosin             |